# 西脇呉石

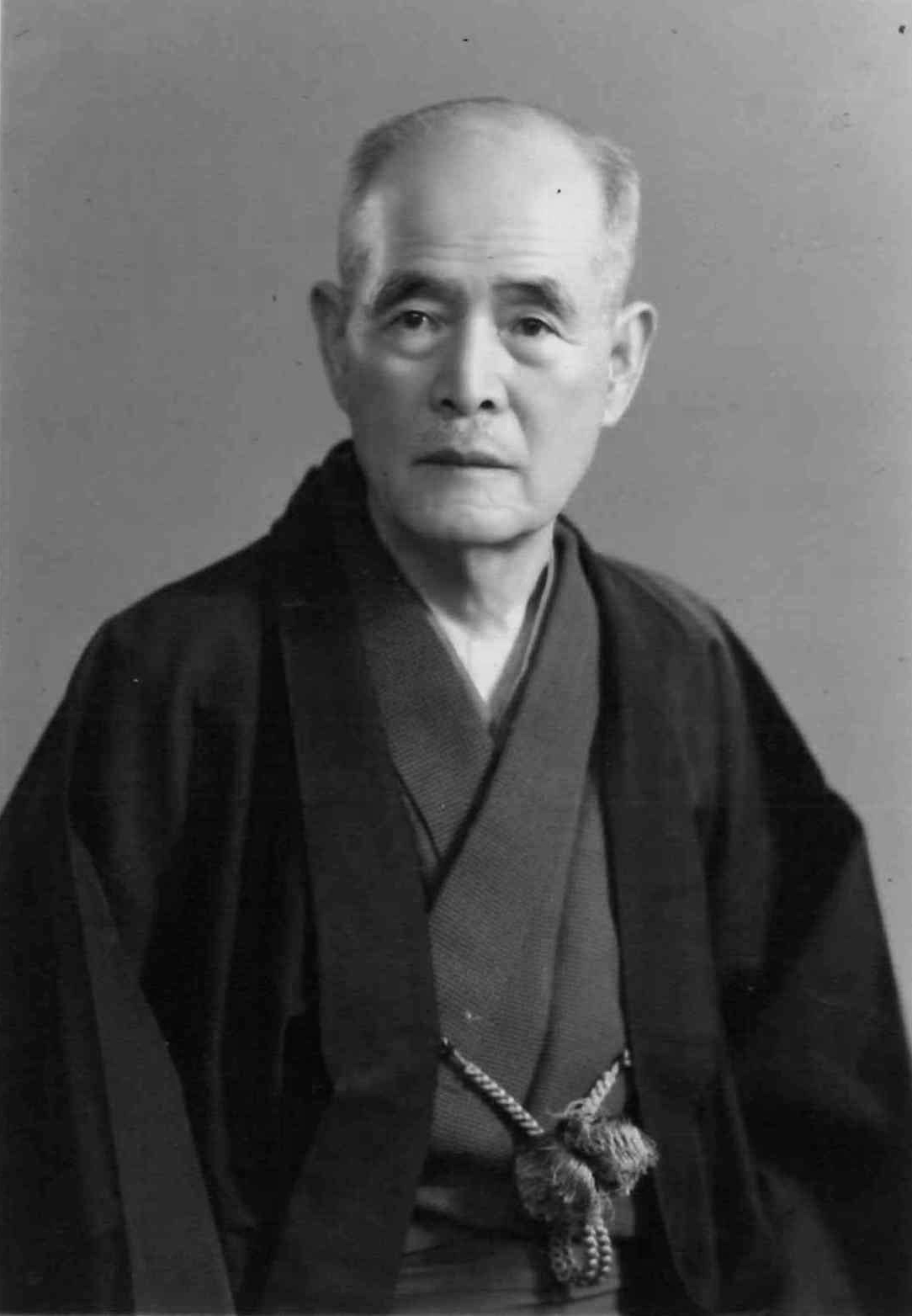
西脇呉石（昭和30年77歳）

西脇 呉石（にしわき ごせき　 1879年（明治12年）3月8日 - 1970年（昭和45年）11月7日）は、日本の書家。名は静、字は如練・子遠。

## 人物
福井県大野郡勝山町（現在の福井県勝山市）出身。戦前は福井高等女学校教諭、東京府師範学校教諭、東京府立第三高等女学校講師などを務めた。
書を大阪の村田海石に学んだが、その存命中から東京で日下部鳴鶴にも学んだ。この他漢学を富田鴎波、漢詩を国分青崖、岡崎春石に学び、南画を長田雲堂、三谷耕雲、原田尾山に学んだ。日本において詩書画に通じた最後の人物の一人である。
1917年(大正6年)には文部省より委嘱をうけて国定書キ方手本を揮毫したことで著名であるが、日展会員・毎日書道展名誉会員として戦後の展覧会にも多数の作品を出品した。文化書道会会長。
石碑の揮毫も手がけており、現在全国に35基ほどの石碑を確認できる
。

## 略歴
『特別展覧会生誕140年記念　福井の偉人書家西脇呉石』展図録（勝山城博物館、2019年）より作成。
- 1879年（明治12年）大野郡勝山町にて出生
- 1895年（明治28年）福井県師範学校入学。
- 1899年（明治32年）師範学校卒業と同時に村田海石に入門。
- 1900年（明治33年）文部省師範学校中学校高等女学校教員検定試験（文検）習字科に合格。
- 1901年（明治34年）福井県立福井高等女学校教諭となる。
- 1903年（明治36年）漢学を富田鴎波に入門。この頃福井へ遊歴に来た日下部鳴鶴と面会。また、巖谷一六とも面識があった[4]。
- 1907年（明治40年）東京府師範学校教諭となり上京。同時に日下部鳴鶴の同好会に参加。
- 1909年（明治42年）東京府立第三高等女学校講師を兼任。
- 1912年（明治45年）第2回東京勧業展覧会にて、書部門の最高賞「三等賞牌」を受賞[5]
- 1924年（大正13年）日本書道作振会評議員に就任。
- 1931年（昭和6年）泰東書道院理事に就任（のち総務）。この年泰東書道院の役員と共に中国南方へ視察旅行。
- 1932年（昭和7年）大倉高等商業学校講師となる。
- 1933年（昭和8年）日本美術協会審査員に就任。
- 1939年（昭和14年）東京商科大学講師となる。
- 1941年（昭和16年）興亜書道連盟審査員に就任。
- 1945年（昭和20年）空襲で自宅が全焼。それまでの作品がほぼ失われる。
- 1946年（昭和21年）日本書道美術院審査員に就任（のち理事、総務）。
- 1949年（昭和24年）文化書道会を設立。
- 1956年（昭和31年）日本書道連盟参与に就任。全国書道習字教育大会常任委員に就任。
- 1967年（昭和42年）勲四等瑞宝章を受章。
- 1970年（昭和45年）11月7日心筋梗塞にて死去。従五位を追賜。91歳没

## 家族・親族関係
- 父 西脇糺
  - 勝山藩の藩士の家[6]。
- 母 えん
- 長男 西脇雲石（書家）
- 孫 西脇韻石（書家、文化書道学会会長、文化書道会会長、景雲会会長）

## 著作
現在140種を超える教科書や出版物が確認されている。
- 『高等女学校用新撰習字帖』1904年
- 『新編普通日用文範』1906年
- 『三体千字文』1910年
- 『中学校用習字教科書』1911年
- 『仮名習字小倉百人一首』1913年
- 『中学臨書帖』1915年
- 『実用能書術』1917年
- 『尋常小学書キ方手本』1918年[8]
- 『呉石習字帖』1921年
- 『楷行草書翰文仮名交り文ペン習字帖』1923年
- 『硬筆書方手本』1927年
- 『師範親書鑒』1931年
- 『呉石書画集』1934年
- 『呉石翰墨』1936年
- 『草書の習ひ方』1940年
- 『中等習字』1948年
- 『文化書道講座』1949年
- 『当用漢字略字新字体毛筆ペン三体帖』1950年[9]
- 『あたらしいかきかた』1952年
- 『呉石詩書画』1955年
- 『呉石詩書選集』上・下　1958年
- 『色紙短冊集』1959年
- 『文化高等書道講座』1961年
- 『呉石詩草』1963年
- 『呉石作品集』1964年
- 『西脇呉石米寿記念詩書画』1966年
- 『西脇呉石米寿記念南山帖』1966年
- 『呉石玉蘭書画帖』1967年
- 『揮毫寶典』1968年
- 『満九十歳記念呉石詩書画』1969年

## 脚註
1. ↑  「如練」の号は主に戦前までしか使われていない（特別展覧会「生誕140年記念　福井の偉人書家西脇呉石」展示解説より）。
2. ↑  教科書の書と展覧会の書は全く別の芸術観で書いたとの説がある（林淳「西脇呉石の芸術書観－教科書揮毫者との二面性－」『書論』45号200ページ）。
3. ↑  林淳『近世・近代の著名書家による石碑集成-日下部鳴鶴・巌谷一六・金井金洞ら28名1700基-』収録「西脇呉石石碑一覧表」（勝山城博物館　2018年）
4. ↑  西脇呉石「鳴鶴先生を偲びて」『書之友』第2巻第6号（P26、雄山閣、1936年）
5. ↑  近藤雪竹、渡辺沙鴎らを抑えての受賞。
6. ↑  呉石は3歳で分家である西脇要右衛門の養子となった。要右衛門は勝山藩最後の藩主小笠原長守の祐筆であった人物（『特別展覧会生誕140年記念　福井の偉人書家西脇呉石』展図録P3）。
7. ↑  『特別展覧会生誕140年記念　福井の偉人書家西脇呉石』展図録（PP.55-56、勝山城博物館、2019年）
8. ↑  国定第3期乙種の教科書。各学年上下2冊の計12冊を揮毫。前年に委嘱をうけ、この年発行された。
9. ↑  OCLC 34622979